# Quercus ningangensis
Quercus ningangensis là một loài thực vật có hoa trong họ Cử. Loài này được (W.C.Cheng & Y.C.Hsu) C.C.Huang miêu tả khoa học đầu tiên năm 1992.

## Hình ảnh